# مستشفى السلطان قابوس (صلالة)
مستشفى السلطان قابوس (صلالة)؛ يقع في ولاية صلالة بمحافظة ظفار، ويقدم خدمات الرعاية الثانوية للمرضى من مختلف محافظات سلطنة عمان.

## رسالته
تلبية احتياجات المجتمع بتوفير الرعاية الوقائية والعلاجية والتأهيلية الفعالة والآمنة وعالية الجودة.

## الخدمات
يوفر المستشفى العديد من خدمات الرعاية الثانوية للمرضى ومنها:
- خدمات الطب الباطني: وتشمل على سبيل المثال خدمات طب الأعصاب، وأمراض الكلى والصدر والغدد الصماء، وأيضا أمراض الجهاز الهضمي، والأمراض الجلدية والأمراض المعدية.
- الجراحة العامة: وتشمل جراحة الأعصاب والعظام وجراحة المسالك البولية، والأذن والأنف والحنجرة.
- أقسام أمراض النساء والتوليد.
- طب الأطفال.
- الحوادث والطوارئ للبالغين والأطفال.
- أقسام العناية المركزة.

وهذا كله على سبيل المثال لا الحصر حيث يقوم المستشفى يتقديم كافة خدمات الرعاية الصحية الثانوية.

## وصلات خارجية
- موقع وزارة الصحة